# 格陵兰退出欧洲各共同体

欧洲各共同体（现欧洲联盟）的成员变化
（格陵兰位于图片左上角）

格陵兰退出欧洲各共同体（英語：Withdrawal of Greenland from the European Communities）指的是格陵兰在加入欧洲各共同体12年后，于1985年正式退出。
1973年，格陵兰以丹麦治下一个郡的身份加入欧洲各共同体，尽管这个决定遭致大部分格陵兰当地居民的反对。在1982年的一次协商性全民公投中，53%的格陵兰选民选择了退出欧洲各共同体。而在格陵兰于1973年获得自治地位后，脱欧公投成为一种可能。
格陵兰依据《格陵兰条约》退出欧洲各共同体后，其与欧共体的关系通过域外国家和领土地位来协商解决。
近年来，格陵兰退出欧洲各共同体也会被简称为“格陵兰脱欧（Greenxit）”。

## 入盟历史

### 背景
格陵兰在丹麦的殖民地地位于1953年《丹麦王国宪法》通过后结束。随后，格陵兰被建制成为丹麦王国的一个郡，从此和丹麦本土成为不可分割的一部分。该地位也使得格陵兰人获得了丹麦的公民身份。与此同时，尽管丹麦宣布结束了殖民主义统治，但是仍旧奉行文化同化政策， 这其中就包括对格陵兰人的歧视性做法。一个突出的例子就是所谓的“出生地标准（Birthplace Criterion）”，该标准给予非格陵兰出生的丹麦工人高于格陵兰出生的本地工人的薪资水平。格陵兰传统文化的丧失及主要源自格陵兰年轻人的日益增长不满情绪最终在丹麦和欧洲各共同体的格陵兰独立运动问题上发挥了决定性作用。
在去殖民化之后的几年里，格陵兰的经济继续非常依赖渔业。丹麦直接参与建立了包括渔产品制造在内的真正渔业。尽管进行了各种尝试，但在此期间，其他经济部门并没有太大发展。
作为丹麦王国的一个郡，格陵兰的外交关系以及该岛的治理仍然在丹麦的控制之下。

### 过程
丹麦于1961年8月10日正式提出加入欧洲各共同体的申请。作为丹麦的一个选区，格陵兰被完全纳入丹麦的入盟进程。在入盟谈判中，丹麦政府设法为格陵兰争取到了一些让步和特殊条件。这些规定包括十年过渡期，以保护格陵兰的渔业。这些让步直接涉及被认为对格陵兰敏感或有问题的议题领域。一方面，丹麦获得了限制格陵兰企业设立权的可能性；另一方面，格陵兰在渔业方面获得了例外情况。然而，尽管格陵兰渔民被分配了与他们实际捕鱼能力相当的较高配额，但其人们对共同漁業政策分配给欧洲其他国家（如德国）渔民的捕鱼配额表示强烈不满，后来发展成为格陵兰岛退出欧共体的主要原因之一。
1972年10月2日，丹麦政府向其选民提出加入欧洲各共同体的问题；格陵兰的居民也参加了投票。在丹麦全国层面，63.5%的选民投票赞成加入欧共体；然而在格陵兰，公投结果却是70.8%的选民明确拒绝加入欧共体。格陵兰选民对欧共体成员资格的明确拒绝不仅被解释为反对欧洲各共同体的坚定声音，而且也被解释为对任何外国势力主导的强烈拒绝。虽然格陵兰明确拒绝，但其还是于1973年1月1日以成为丹麦的一部分而加入欧洲各共同体。在这方面，格陵兰的情况不同于法罗群岛。法罗群岛于1948年获得地方自治地位，但根据丹麦的立法，允许它们不参与丹麦对欧共体问题的投票。法罗群岛希望留在欧共体之外，因此从未加入欧共体。
丹麦于1973年1月1日加入欧洲各共同体。这也使其能够获得欧共体资金，这对格陵兰来说是一笔可观的收入来源。除了对基础设施项目的投资外，包括来自欧洲投资银行的大量共同体资金也进入了与渔业无关的领域，例如教育、企业或能源领域的项目。与其他需要援助的欧共体区域相比，格陵兰获得的人均数额很大，其中一些数额是欧共体在格陵兰水域捕鱼权的补偿和贷款。最后，随着加入欧共体，丹麦将其在欧洲议会中的一个席位保留给一名格陵兰人，并允许一名格陵兰观察员陪同丹麦的理事会成员。
尽管给予格陵兰这些让步和积极的权利，但格陵兰仍然强烈反对加入欧共体。它反对的特点是，格陵兰加入欧洲共同体是由于大多数丹麦选民的强迫，同时由于其渔业政策，以及普遍认为欧共体太远以至于不关心格陵兰的关切和愿望。因此，格陵兰对加入欧共体非常不情愿。

## 脱欧背景

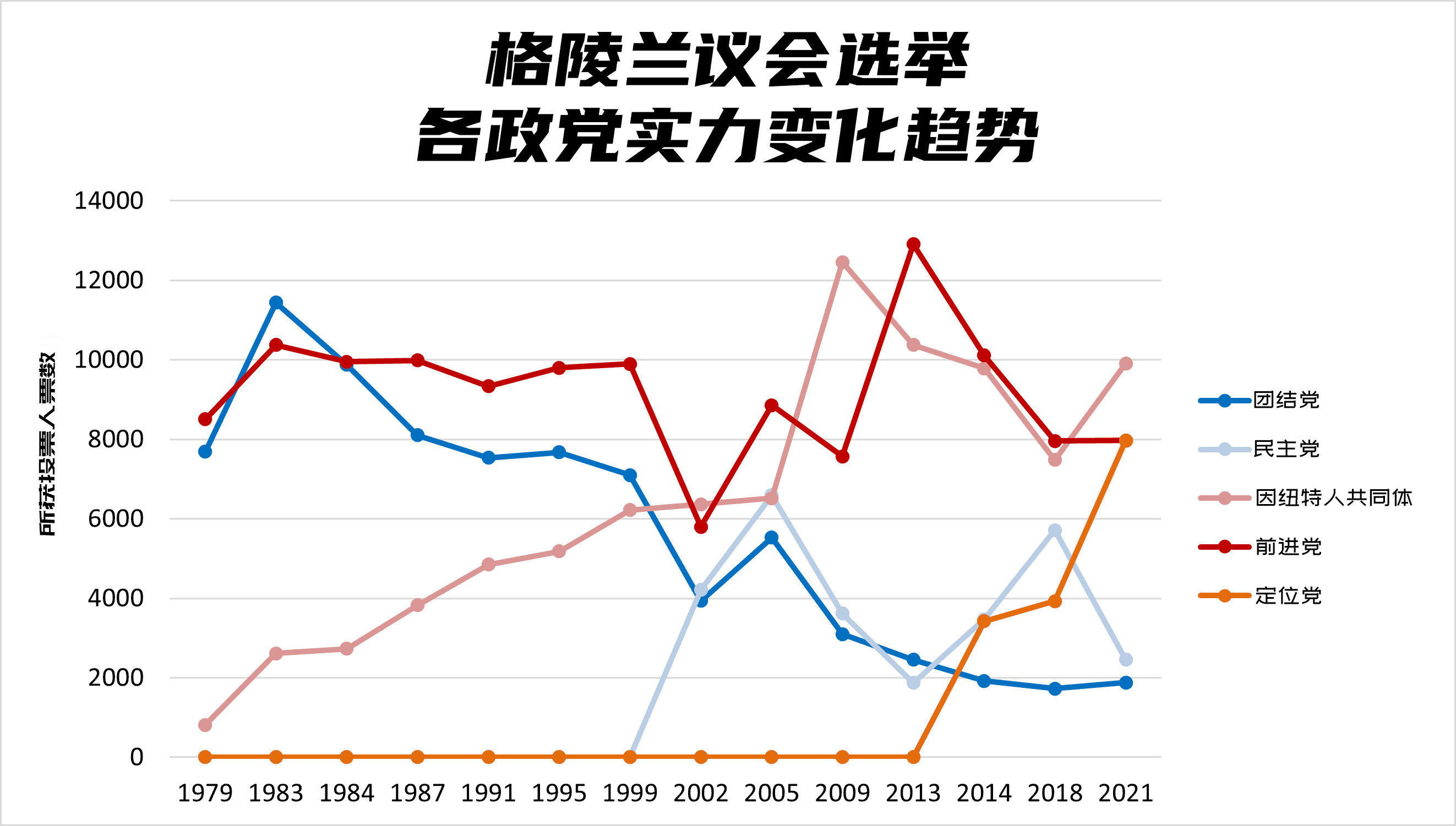
1979年－2021年格陵兰地方议会选举结果，图示各政党至少都有获得1,500张选民票支持的能力。红色及橙色所示政党在1970年代和1980年代的竞选目标都是促使格陵兰退出欧洲各共同体；而蓝色所示政党则希望将格陵兰留在欧共体。

直到1970年代，格陵兰完全由丹麦政府管辖。去殖民化进程是通过自上而下的决定来管理的，这些决定在首都得到同意，并由丹麦的资产阶级在格陵兰实施。丹麦保留了对格陵兰经济和社会政策问题的控制。1970年代，格陵兰的本土青年精英对丹麦人的统治感到沮丧，同时直言不讳地批评和反对丹麦人的统治，并逐渐占据了政治领导的地位。在这一时期，格陵兰人的民族意识和对自己国家的政治意识不断增强。通过政治觉醒，格陵兰人对塑造他们自己社会未来变得更加坚定。
1972年第一次欧共体公民投票是格陵兰政治史上的一个关键时刻和转折点。作为对丹麦统治的强烈批评的反应，一个仅由格陵兰成员组成的自治委员会于1973年成立，其任务是为格陵兰可能的自治制度提出初步指导方针。1975年，丹麦－格陵兰自治委员会讨论了地方自治制度的具体制订问题。
1970年代初的这些政治发展也导致了格陵兰第一个政党的成立。在很短的时间内，一个多样化的政党景观出现了。前进是第一个，也是从一开始就最强大的党。它成立于1975年，强烈主张自治、实行地方自治和退出欧共体。此后不久进入政治舞台的第二个政党是团结党，它也支持格陵兰自治，但选择对丹麦采取统一的办法，并希望维持现状，即留在丹麦王国。第三个政党是因纽特人共同体，也是当时规模最小的政党。它遵循最激进的民族自决路线，呼吁格陵兰完全独立。
最终，在1979年1月17日，《地方自治法》提交给格陵兰选民，并以70.1%的多数票通过。1979年5月1日实行的地方自治为格陵兰未来在许多问题上的自治奠定了基础，包括经济和社会发展，以及建立自己的政治结构，包括立法议会和地方自治政府。在1979年立法议会和地方自治政府的第一次选举中，前进党赢得了格陵兰议会和行政部门的多数席位。
虽然地方自治意味着格陵兰仍然是丹麦王国的一部分，但它赋予了格陵兰与欧洲共同体重新谈判关系的权利。

## 返欧可能
在格陵兰退出欧洲各共同体三十余年后，少数格陵兰政治家及商界领袖正在探讨格陵兰重返欧洲联盟的可能性。他们的观点认为这将有助于格陵兰经济在渔业部门之外实现多元化。但除了这些少数声音之外，“重返欧盟”的话题并没有成为格陵兰政治的主流议题。

## 延伸阅读
- Frederik Harhoff.  (PDF). Common Market Law Review. 1983, 20 (1): 13–33  [2022-06-25]. （原始内容 (PDF)存档于2022-06-27）.